# Sega Europa-R
Sega Europa-R es una placa de arcade creada por Sega destinada a los salones arcade.

## Descripción
El Sega Europa-R fue lanzada por Sega en 2008, es básicamente un PC.
En esta placa funcionaron 2 títulos, los cuales tienen ciertas diferencias en cuanto al hardware que los hace funcionar.
Posee un procesador Intel Pentium Dual-Core, y tiene una GPU AMD o nVidia.

## Especificaciones técnicas
GRID
- CPU: Pentium Dual-Core CPU E5700 @ 3.00GHz
- Placa madre: Fujitsu D3041-A1
- Northbridge: Intel G41 rev. A3
- Southbridge: Intel 82801GB (ICH7/R) rev. A1
- Video: Radeon HD 5670 (Asus)
- Ram: 4GB OEM

Sega Rally 3
- CPU: Intel Pentium Dual-Core 3.4 GHz
- RAM: 8GB (2x 4GB modules)
- GPU: NVIDIA GeForce 8800
- Protection: High Spec original security module.
- Otros: HDTV Compatible, DVD Drive, Sega ALL.NET online

## Lista de videojuegos
- GRID (2010)
- Sega Rally 3 (2008)